# خوسيه البرتو بينيتيز
خوسيه البرتو بينيتيز (بالإسبانية: José Alberto Benítez)‏ مواليد 14 نوفمبر 1981، هو دراج إسباني في صنف سباق الدراجات على الطريق.

## وصلات خارجية
- الموقع%20الرسمي

## روابط خارجية
- خوسيه البرتو بينيتيز على موقع الاتحاد الدولي للدراجات (الإنجليزية)
- خوسيه البرتو بينيتيز على موقع أرشيف الدراجات (الإنجليزية)
- خوسيه البرتو بينيتيز على موقع إحصائيات الدراجات الإحترافية (الإنجليزية)
- خوسيه البرتو بينيتيز على موقع نسبة الدراجات (الإنجليزية)
- Eurosport profile